# Rafael Villanueva
Rafael Villanueva Martínez (* 13. Oktober 1947 in Santo Domingo; † 22. Dezember 1995 ebenda) war ein dominikanischer Dirigent.

## Werdegang
Villanueva studierte ab 1972 Politik- und Wirtschaftswissenschaft an der Universität Toronto und besuchte Klassen am Royal Conservatory of Music. Ab 1973 studierte er vier Jahre am Wiener Konservatorium Orchesterleitung bei Karl Randolf sowie Musiktheorie und Komposition bei Rüdiger Seitz.
1978 debütierte er auf Einladung von Manuel Simó als Dirigent des Orquesta Sinfónica Nacional der Dominikanischen Republik. Sein internationales Debüt als Dirigent hatte er 1987 mit dem Orquesta Sinfónica de Maracaibo in Venezuela, im Folgejahr erhielt er eine Einladung des Orquesta Sinfónica Nacional de México für zwei Konzerte im Palacio de Bellas Artes. Von 1984 bis 1995 war er Dirigent des Orquesta Sinfónica Nacional, ab 1994 durch Dekret des dominikanischen Präsidenten Chefdirigent.
Daneben wirkte Villanueva ab 1987 als Programmdirektor von Clásica Radio, veranstaltete Konferenzen zu musikalischen und literarischen Themen und verfasste kulturkritische Artikel. 1991 verlieh ihm die dominikanische Regierung den Orden Heráldica de Cristóbal Colón im Rang eines Caballero.

## Quelle
- El Tren de Yaguaramas - Rafael Villanueva

| Personendaten    | Personendaten                                    |
| ---------------- | ------------------------------------------------ |
| NAME             | Villanueva, Rafael                               |
| ALTERNATIVNAMEN  | Villanueva Martínez, Rafael (vollständiger Name) |
| KURZBESCHREIBUNG | dominikanischer Dirigent                         |
| GEBURTSDATUM     | 13. Oktober 1947                                 |
| GEBURTSORT       | Santo Domingo                                    |
| STERBEDATUM      | 22. Dezember 1995                                |
| STERBEORT        | Santo Domingo                                    |